# Kouraj
Kouraj es una asociación haitiana que defiende los derechos y libertades de las personas lesbianas, gays, bisexuales y transgénero (LGBT).

## Historia
La asociación surge de una primera asociación LGBT creada en 2009, denominada «Ami Ami». En 2010, los haitianos acusaron a los homosexuales de ser responsables del terremoto ocurrido en febrero. En diciembre de 2011 los integrantes de este grupo decidieron cambiar el nombre y objetivos de la asociación, convirtiéndose en KOURAJ Pour la Défense des Droits Humains en Haïti (en español: "KOURAJ Por la Defensa de los Derechos Humanos en Haití"). Cuenta con el apoyo de la Oficina Internacional de Abogados y el Defensor de los Oprimidos.
El objetivo de la asociación es defender "los derechos humanos de la comunidad M". La comunidad M reúne a personas tratadas de Masisi, Madivin, Gason Makomè o Mix, términos peyorativos en criollo haitiano para referirse a personas LGBT. Kouraj señala al respecto:

Definimos masisi como cualquier persona que ha sido, es o será potencial o efectivamente discriminada y/o estigmatizada por su orientación sexual o identidad de género. […] elegimos hablar de comunidad M que incluye a lesbianas, gays, bisexuales, intersexuales, transgénero, transexuales y todos aquellos que no corresponden a la norma cultural heterosexual que la sociedad haitiana nos impone violentamente.

En enero de 2013, la asociación denunció los comentarios homofóbicos de líderes religiosos. En julio de 2013 pidió la protección de las personas LGBT tras una manifestación contra los homosexuales y a finales de ese mismo año la asociación recibió amenazas y sus oficinas fueron vandalizadas.
En 2016, Kouraj cuestionó a un senador del partido Liga Dessaliniana, que acusó las escenas homosexuales difundidas por televisión de "perturbar el desarrollo normal de la juventud".
El 25 de noviembre de 2019, el presidente fundador de Kouraj, Charlot Jeudy, fue encontrado muerto en extrañas circunstancias. El hombre tenía alrededor de treinta años y los motivos de su muerte no fueron determinados al momento del hallazgo de su cuerpo; sin embargo, los familiares hablan de un posible envenenamiento.